# Yordenis Ugás
Yordenis Ugás Hernández (ur. 14 lipca 1986 w Santiago de Cuba) – kubański bokser, brązowy medalista olimpijski, mistrz świata.
Występuje na ringu w wadze lekkiej. W 2005 roku podczas mistrzostw świata amatorów w Mianyang zdobył złoty medal w kategorii do 60 kg. Jest także złotym medalistą igrzysk panamerykańskich w 2007 roku w Rio de Janeiro i Igrzysk Ameryki Środkowej i Karaibów w 2006 roku.
Zdobywca brązowego medalu w igrzyskach olimpijskich w 2008 roku w Pekinie.
Od 2010 roku walczy na ringu zawodowym. Do końca 2011 roku wystąpił dziesięciokrotnie, wygrywając wszystkie walki.